# Párosodási típus
A párosodási típus (mating type) ivarosan szaporodó eukarióták ivari kompatibilitását szabályozó molekuláris mechanizmus. Izogám és anizogám fajokban fordul elő. Rendszertani csoporttól függően az egyes párosodási típusokat jelölhetik számokkal, betűkkel vagy egyszerűen „+” és „−” jellel a „hím” és „nőstény” kifejezések helyett, amit inkább a nagyon eltérő gamétaméretű fajoknál használnak. A szingámia, tehát a genomok fúziója csak az eltérő párosodási típusba tartozó gamétáknál mehet végbe.
A párosodási típus által szabályozott szaporodás főleg a gombákra jellemző. 
A tömlősgombák (Ascomycota) általában két párosodási típussal rendelkeznek, ezek jelölése „Mat 1-1” és „Mat 1-2”, de például az élesztőknél „a” és „α” (alfa) jelzéssel.
A tömlősgombák párosodási típusát szabályozó géneket allél helyett idiomorfoknak hívják, mivel a közös eredet esetükben bizonytalan. Az általuk kódolt fehérjék olyan átírási faktorok, melyek az ivari ciklus kezdeti és végső stádiumait is szabályozzák. A heterotallikus tömlősgombák gamétáiban egyetlen Mat idiomorf található, a megtermékenyítés (szingámia) pedig csak a komplementer párosodási típust hordozó gaméták között lehetséges (önsterilek). Ezzel ellentétben, a ritkább, homotallikus tömlősgombák gamétái a populáció minden más gamétájával fuzionálhatnak (beleértve a saját, mitotikus leszármazottjaikat), általában azért, mert minden haploid egyed tartalmazza a Mat locus két alternatív formáját a genomjában.
A tetrapoláris heterotallizmus, amikor két össze nem függő régió határozza meg a párosodási típust, a bazídiumos gombáknál (Basidiomycota) általános. A bazídiumos gombáknál a két össze nem függő régió allélei rendkívül polimorfak is lehetnek, így akár több ezer különböző párosodási típus létezhet.